# Evangelische Kirche (Wommen)

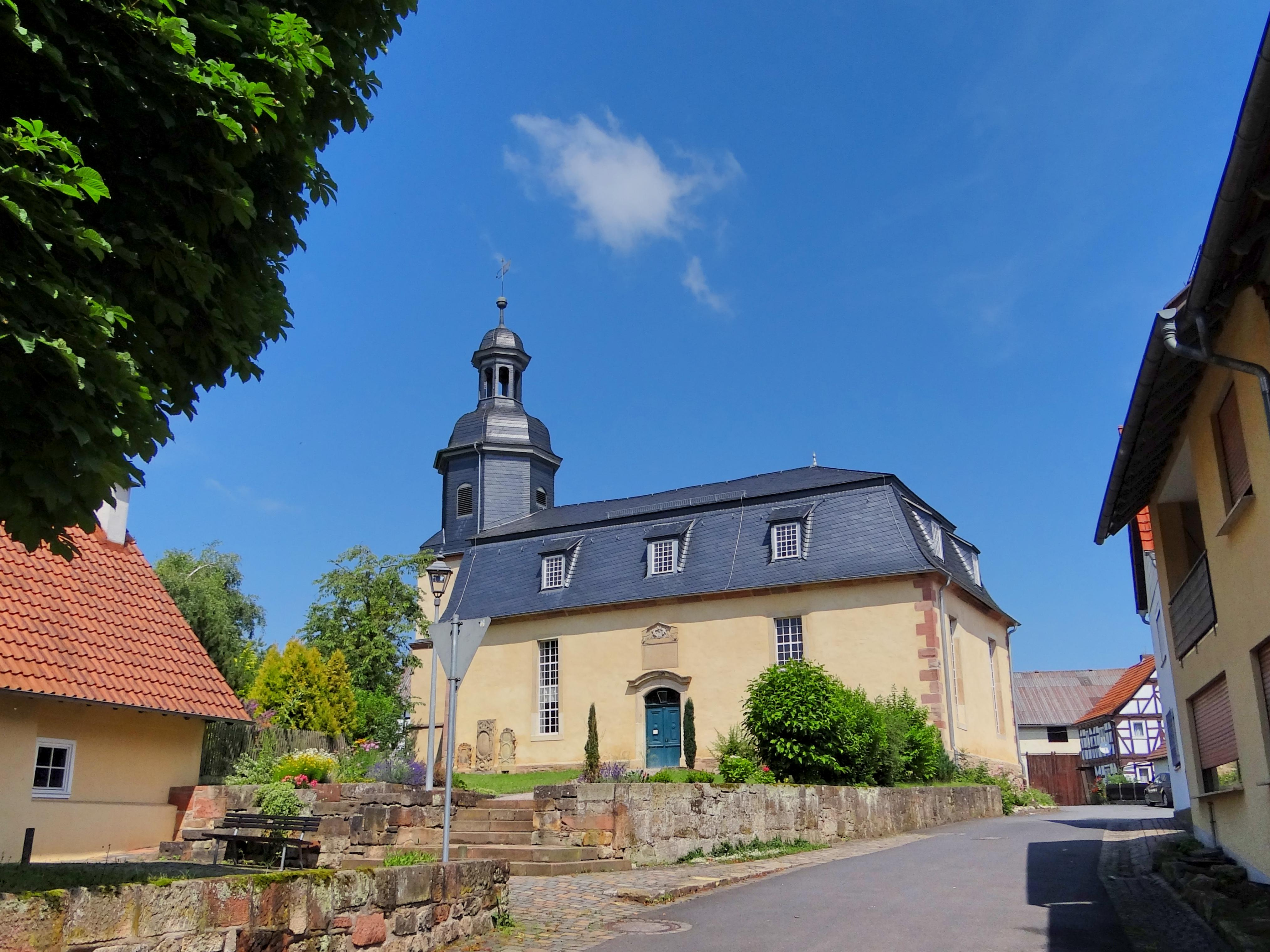
Evangelische Kirche in Wommen

Die Evangelische Kirche Wommen ist ein denkmalgeschütztes Kirchengebäude in Wommen, einem Ortsteil der Gemeinde Herleshausen im nordhessischen Werra-Meißner-Kreis. Die Kirchengemeinde gehört zum Kirchspiel Herleshausen-Nesselröden im Kirchenkreis Werra-Meißner im Sprengel Kassel der Evangelischen Kirche von Kurhessen-Waldeck.

## Beschreibung
Die Anfang des 16. Jahrhunderts von der Familie Kolmatsch errichtete Kirche wurde wegen Baufälligkeit 1739 bis 1744 abgerissen und durch den damaligen Besitzer des Schlosses Wommen, Albrecht Eberhard von dem Brinck, als barocke Predigtkirche neu erbaut. Der Eingangstext der großen Stiftertafel über dem Eingang dokumentiert den Bau. Das Kirchenschiff der Saalkirche ist mit einem Mansarddach bedeckt. Im Westen steht der Kirchturm mit quadratischem Grundriss, auf dem ein achteckiger Aufsatz sitzt, der hinter den Klangarkaden den Glockenstuhl beherbergt, in dem zwei Kirchenglocken hängen. Die ältere wurde 1472 gegossen, die jüngere 1959 von der Glocken- und Kunstgießerei Rincker. Er ist mit einer glockenförmigen Haube bedeckt, die von einer offenen Laterne bekrönt wird. Das Portal befindet sich an der Südwand des Kirchenschiffs. Der Innenraum, der bereits während der Bauzeit mit Emporen an drei Seiten ausgestattet wurde, ist mit einem bemalten Spiegelgewölbe überspannt. Die Patronatsloge befindet sich hinter dem Altar. Die Kanzel ist seitlich angebracht. Die Orgel mit neun Registern und einem Pedal wurde 1744 von Johann Casper Beck erschaffen.